# Gamla sommarpalatset
Gamla sommarpalatset eller Yuanmingyuan (圆明园) är ruinerna efter ett komplex av palats och trädgårdar utanför Peking i Kina från Qingdynastin. Yuanmingyuan byggdes under 1700-talet och förstördes 1860 under Andra opiumkriget av brittiska och franska styrkor. Qingdynastins kejsare tillbringade mer tid i Yuanmingyuan än i Förbjudna staden som mest användes för officiella ceremonier.
Yuanmingyuan ligger i Haidiandistriktet 14 kilometer nordväst om Himmelska fridens torg. I dag är Yuanmingyuan en stor park och en turistattraktion.

## Namn
Det kinesiska namnet Yuanmingyuan betyder ungefär "Den perfekt skinande parken" från:
圆; yuán som betyder ’rund, komplett’
明; míng som betyder ’ljus, lysande, skinande’
园; yuán som betyder ’park, trädgård’

## Utförande

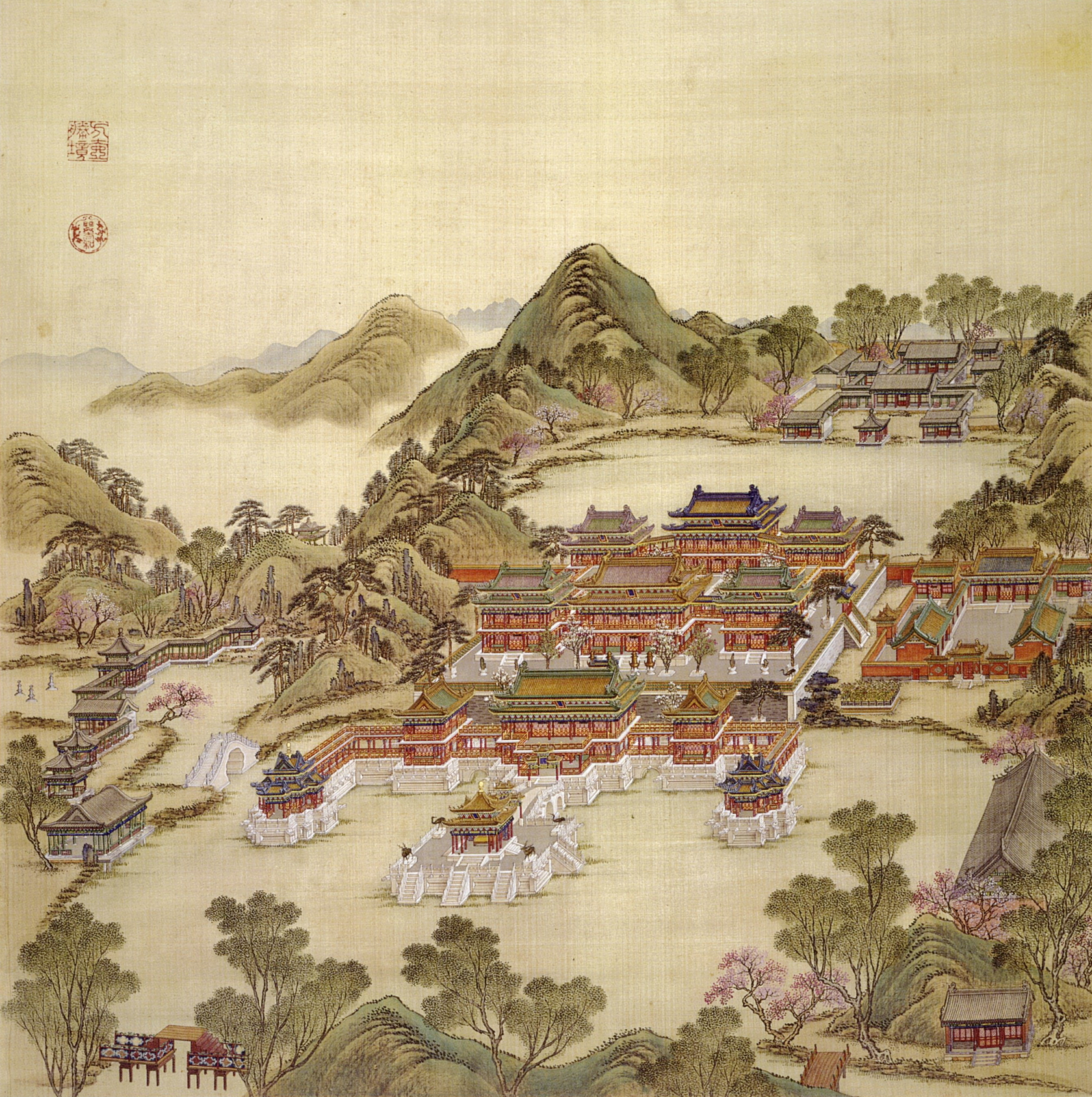
方壶勝景 'Den underbara vyn över den kvadratiska kannan'
Nr. 29 av Yuanmingyuans 40 vyer

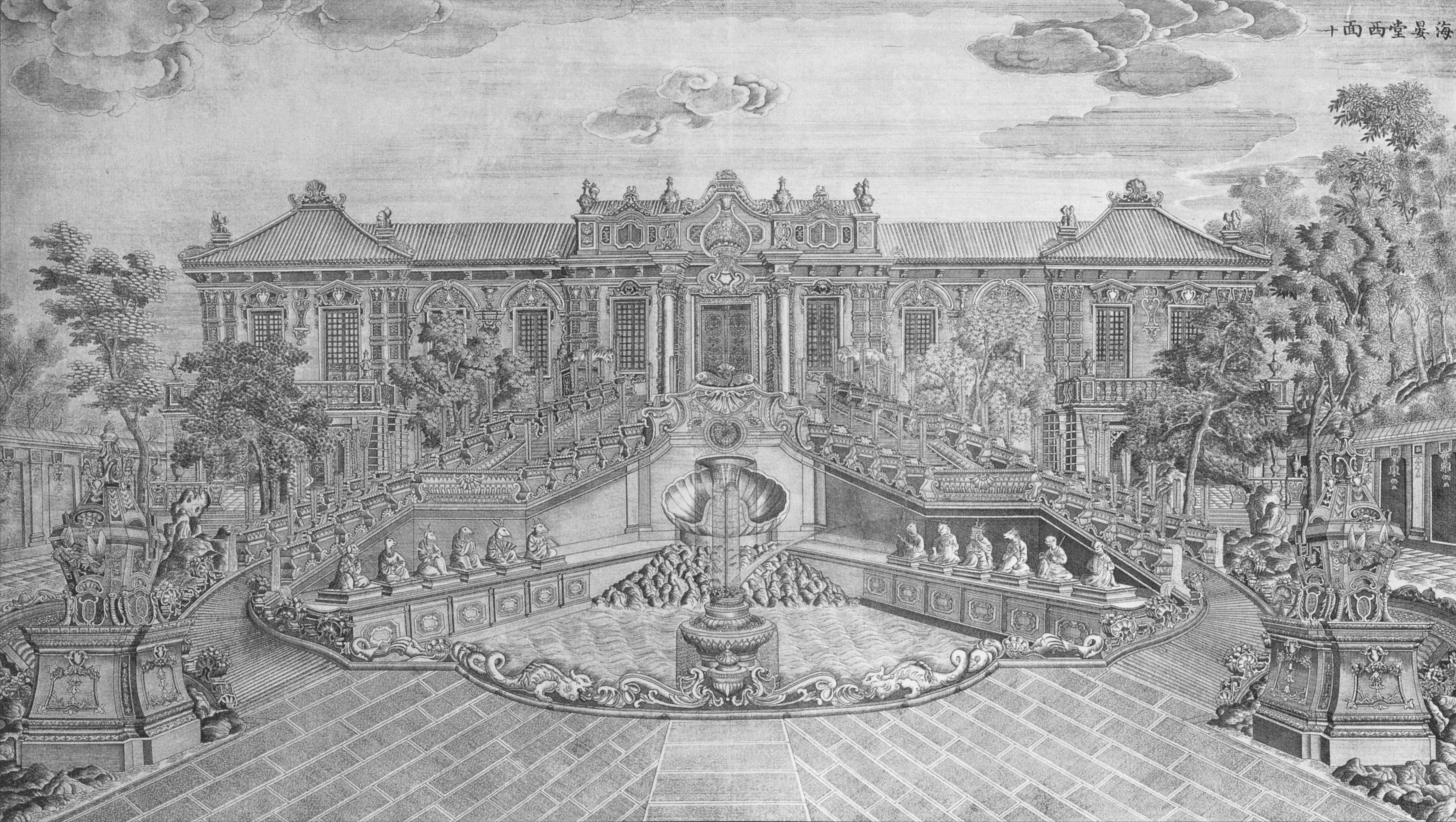
海宴堂 'Havsfestivalpalatset'
Nr. 10 av kopparsticken föreställande Xiyanglou

Yuanmingyuan är ett komplex av flera trädgårdar och hade en mängd palats, tempel, broar och paviljonger. Totalt upptas ett område på 3,5 kvadratkilometer.. Byggnaderna var uppförda i många olika kinesiska stilar och även i europeiskt utförande. Det man i dag kallar Yuanmingyuan är egentligen tre parker centrerade runt sjön Fuhai (福海) varav Yuanmingyuan är den västra och första av de tre. Den östra parken heter Changchunyuan (长春园) och den södra, som tidigare hette Qichunyuan (绮春园), heter Wanchunyuan (万春园)
Utförandet av Yuanmingyuan är tänkt att efterlikna södra Kinas landskap och spegla det artistiska och filosofiska konceptet i kinesisk poesi och konst. Inspiration hämtades t.ex. från dikter av poeten Du Mu och av vyerna kring Västra sjön i Hangzhou. En stor del av den visuella dokumentation som finns av utseendet på Yuanmingyuan är 40 tavlor som kejsar Qianlong lät måla 1744. Dessa tavlor togs som krigsbyte av fransmännen 1860 i samband med att Yuanmingyuan förstördes, och tavlorna finns på Frankrikes nationalbibliotek i Paris. Dessa tavlor benämns "Yuanmingyuans 40 vyer" (圆明园四十景). I norra delen av Changchunyuan finns Xiyanglou (西洋楼), där ett flertal palats och paviljonger byggdes i europeisk rokoko- och barockstil inspirerat efter bilder som kejsar Qianlong sett föreställande europeiska palats. Xiyuanlou avbildades 1873 på 20 olika kopparstick
Hela parkkomplexet är planlagt av arkitektfamiljen Lei, som även tog hjälp av jesuitiska rådgivare för den europeiska delen.

## Historia

### Uppbyggnad

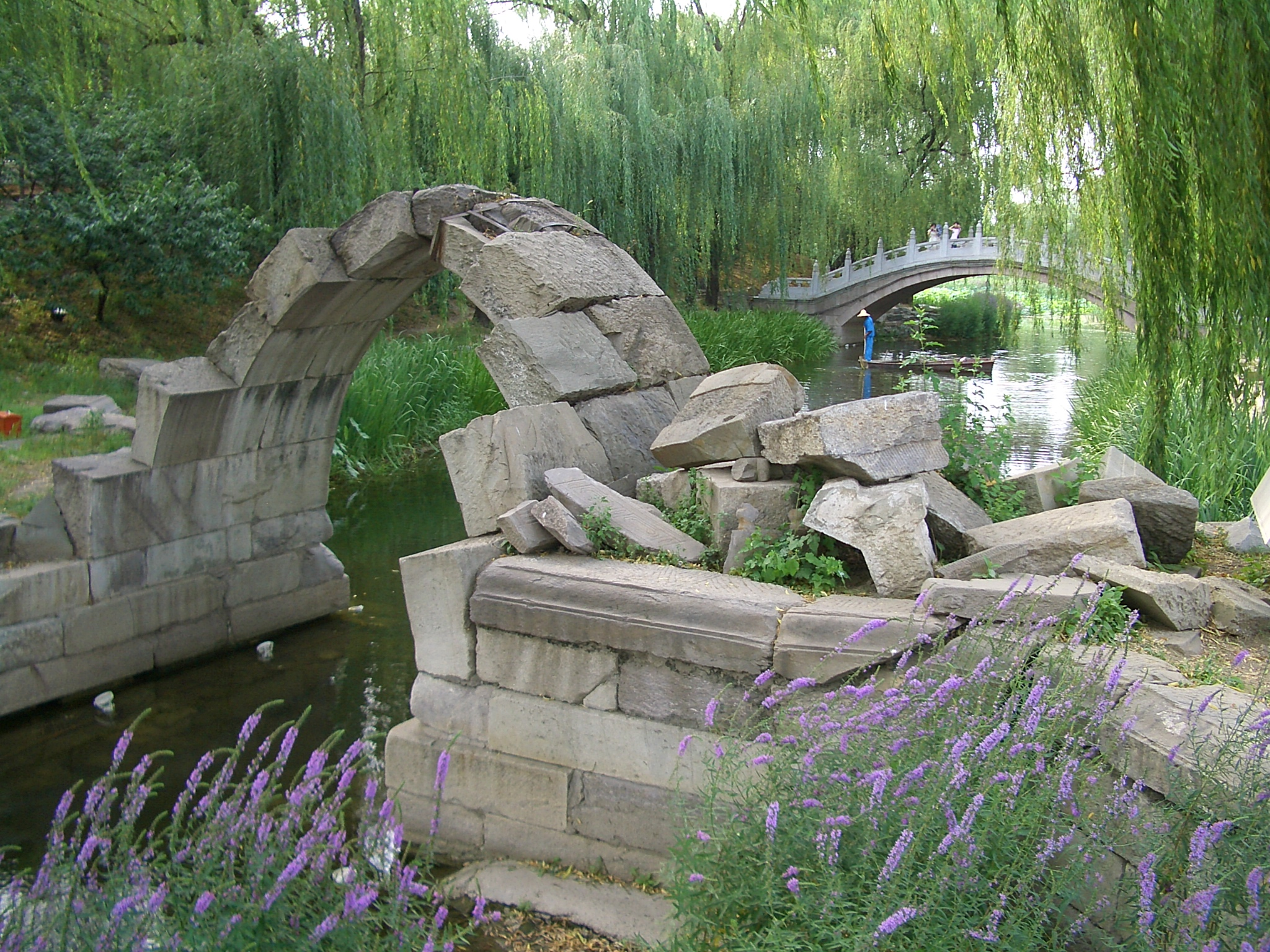
En ruin av en bro nära Yuanmingyuans södra entré.

Yuanmingyuan började byggas år 1709 av Kangxi-kejsaren (regeringstid 1661–1722). Kangxis fjärde son, kejsar Yongzheng (regeringstid 1723-1735), påbörjade den storskaliga utbyggnaden av Yuanmingyuan som även blev hans bostad vilken han mycket sällan lämnade. Efterföljande kejsare Qianlong (regeringstid 1735-1796) fortsatte utbyggnaden och 1749 var parken Changchunyuan på östra sidan av Yuanmingyuan färdigställd där Qinalong senare uppförde det europeiskt designade området Xiyanglou. 1774 var även parken Qichunyuan uppförd precis söder om de tidigare parkerna. Utvecklingen av parkerna fortsatte sedan under de följande två kejsarna Jiaqing och Daoguang fram till mitten av 1800-talet.

### Förstörelsen
År 1859 i slutet av det Andra opiumkriget var brittiska kanonbåtar på väg mot Peking på Haifloden för att utväxla ratifikationsdokument enligt fördragen i Tianjin från 1858. Vid forten vid Dagukou sydost om Tianjin attackerades de brittiska styrkorna av kineserna. Fyra brittiska kanonbåtar gick förlorade och de tvingades till reträtt. Året efter återvände britterna under ledning av lord Elgin tillsammans med franska trupper. Nu med en styrka av 200 örlogsfartyg och 20 000 soldater. 21 augusti 1860 intogs forten vid Dagukou, och fyra dagar senare erövrades Tianjin.
Nu tvingades kineserna acceptera Tianjinfördraget igen, men situationen försvårades av att den brittiska diplomaten Harry Parkes, som var lord Elgins tolk, arresterades den 18 september. På grund av tillfångatagandet av Parkes och avrättningen av 19 sändebud avancerade de brittiska och franska styrkorna mot Peking och vidare mot Yuanmingyuan. Den 6 oktober nådde franska styrkor Yuanmingyuan och plundrade palatsen på alla dess värdesaker. Det som inte stals förstördes. Den 9 oktober lämnade styrkorna Yuanmingyuan och gick tillbaka mot det nu helt försvarslösa Peking. Lord Elgin ansåg att Xianfeng-kejsaren förtjänade ett straff för kinesernas handlande, och han ville även lämna bestående bevis för att han erövrat Peking. Som en "högtidlig handling av vedergällning" beslutade lord Elgin att slå till mot Yuanmingyan som var den kinesiska kejsarens värdefullaste tillhörighet och favoritpalats. 3 500 brittiska soldater återvände till Yuanmingyuan och den 18 oktober 1860 brändes alla träbyggnader ner och marmorbyggnaderna slogs sönder. Även andra närliggande parker och palats förstördes såsom Sommarpalatset som ligger precis väster om Yuanmingyuan. Den 1 november 1860 lämnade britterna och fransmännen Peking efter att Qingdynastin tvingats signera den förnedrande konventionen i Peking.
Förstörelsen av det redan ruinlagda palatskomplexet fortsatte år 1900 under Boxarupproret.

### Eftermäle
En stor mängd av alla de stulna sakerna från Yuanmingyuan fördes till Europa och spreds sedan över världen. Huvudsakligen till Frankrike och Storbritannien. De kinesiska myndigheterna uppskattar att det stals ungefär 1 500 000 objekt från Yuanmingyuan och att dessa nu är spridda till 47 länder. Kina har på diplomatisk väg försökt få tillbaka dessa objekt utan större framgång. Några av de mest omtalade objekten är tolv bronsskulpturer föreställande de tolv kinesiska zodiakdjuren som stals från 'Havsfestivalpalatset' (海宴堂; Hǎiyàntáng). Hittills har sju av de tolv skulpturerna återförts till Kina, men skulpturerna för drake, orm, tupp, får och hund saknas fortfarande.
I Frankrike visas de stulna föremålen upp på bland annat Frankrikes nationalbibliotek och på Château de Fontainebleau, och i Storbritannien på till exempel British Museum och på Victoria & Albert Museum.
Ruinerna efter förstörelsen av Yuanmingyuan har sparats som en symbol för händelserna.
| Pekings tunnelbana |         |                             |
|                    | Linje 4 | Yuanmingyuan Park (圆明园） |